# Masakra ligi Bodo

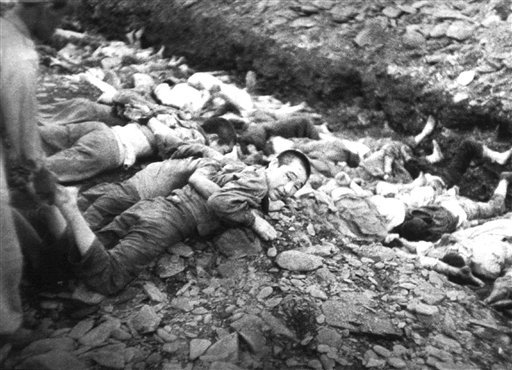
Więźniowie chwilę przed egzekucją

Masakra ligi Bodo – masakra i zbrodnia wojenna przeciwko komunistom i podejrzewanym o sympatyzowanie z nimi. Zdarzenie miało miejsce latem 1950 roku podczas wojny koreańskiej. Liczba ofiar nie jest do dzisiaj oficjalnie ustalona. Według prof. Kim Dong Choona z Komisji Prawdy i Pojednania, co najmniej 100 000 ludzi zostało zamordowanych w związku z podejrzeniami o wspieranie komunizmu. Historycy twierdzą, że nawet 200 000 osób mogło ponieść śmierć z rąk sprzymierzonych z USA południowokoreańskich armii i policji. Południowokoreańskie organizacje cywilne utrzymują, że liczba zabitych mogła wynosić nawet 1 200 000 ofiar. Przez dekady za masakrę niesłusznie obwiniani byli komuniści.

## Liga Bodo
W roku 1949, tuż przed wybuchem wojny koreańskiej, pierwszy prezydent Korei Południowej Rhee Syng-man więził ponad 30 000 domniemanych komunistów, i około 300 000 podejrzanych o sympatyzowanie z komunistami lub jakimikolwiek grupami opozycyjnymi. Zostali oni włączeni do oficjalnego programu „reedukacyjnego” znanego jako bodo yŏnmaeng pod pretekstem ochrony przed egzekucją. Opozycjoniści nie związani z komunizmem również zostali uwięzieni.
W czerwcu 1949, rząd południowokoreański oskarżył działaczy niepodległościowych o powiązania z grupami z ligi Bodo, co zaowocowało ich aresztowaniem.

## Egzekucje
W czerwcu 1950 roku na początku wojny koreańskiej, Koreańska Armia Ludowa (północnokoreańska) rozpoczęła ofensywę na Seul. Według zeznań Kima Man sika, który był wysoko postawionym oficerem wojskowej policji, prezydent Rhee Syng-man 27 czerwca wydał rozkaz egzekucji osób z ligi Bodo oraz powiązanych z Partią Pracy. Pierwsza masakra miała miejsce w Hoengseong w Gangwon-do 28 czerwca. Wycofujące się wojska południowokoreańskie i inne grupy antykomunistyczne zamordowały więźniów – komunistów razem z innymi członkami ligi Bodo. Egzekucje zostały wykonane bez żadnego wyroku sądowego.
Oficjalne dokumenty Stanów Zjednoczonych udowadniają, że amerykańscy oficerowie byli naocznymi świadkami masakr, fotografując je. Według niektórych źródeł, oficerowie USA znani byli z zabijania więźniów wojennych, zanim przedostaliby się oni w ręce wroga, jednak inne źródła mówią o próbie zatrzymania masakr przez wojska brytyjskie, a także o sugestiach amerykańskiego ambasadora, iż egzekucje powinny być wstrzymane. Wśród świadków mordów byli także obywatele Wielkiej Brytanii i Australii. Amerykańscy świadkowie zeznali także, że byli naocznymi świadkami śmierci nastoletnich dziewczynek w egzekucjach.
Emerytowany południowokoreański admirał Nam Sang-hui wyznał, że martwe ciała ofiar były wrzucane do morza.